# Chromis limbata
Chromis limbata es una especie de peces de la familia Pomacentridae en el orden de los Perciformes.

## Morfología
Los machos pueden llegar alcanzar los 12 cm de longitud total.

## Distribución y hábitat
Es un pez de mar que se encuentra en el océano Atlántico oriental.

## Galería de imágenes

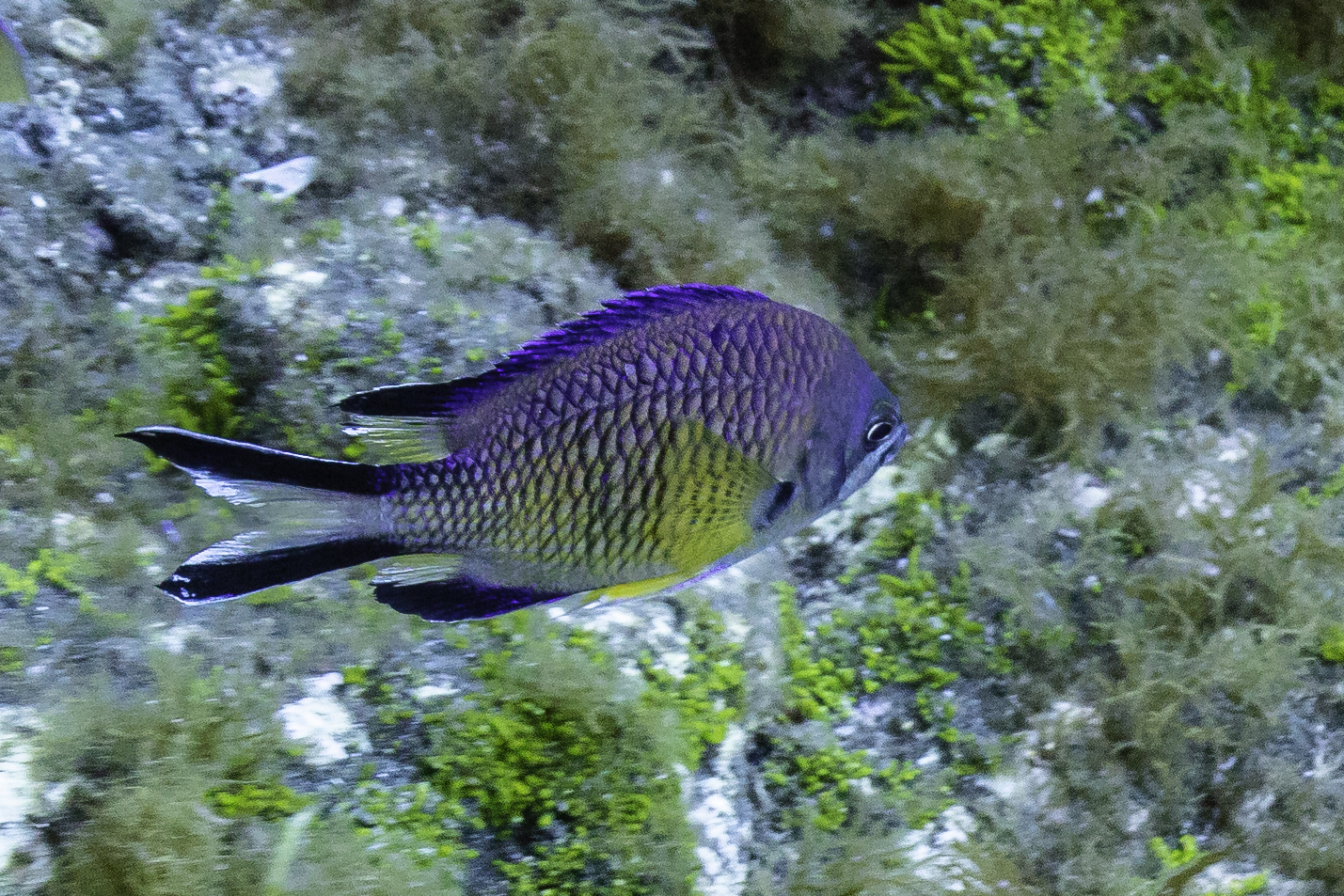
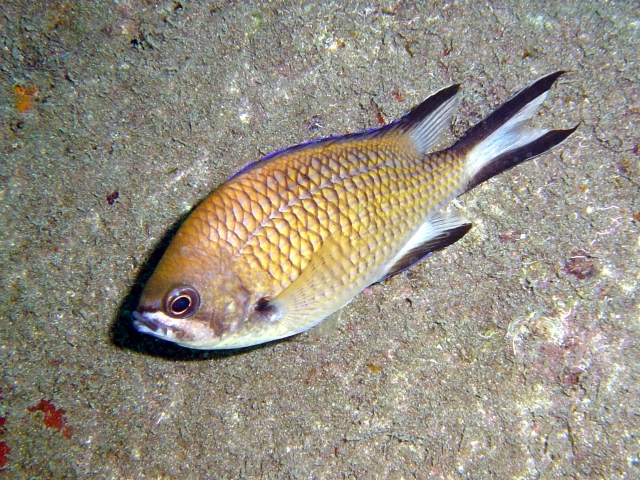
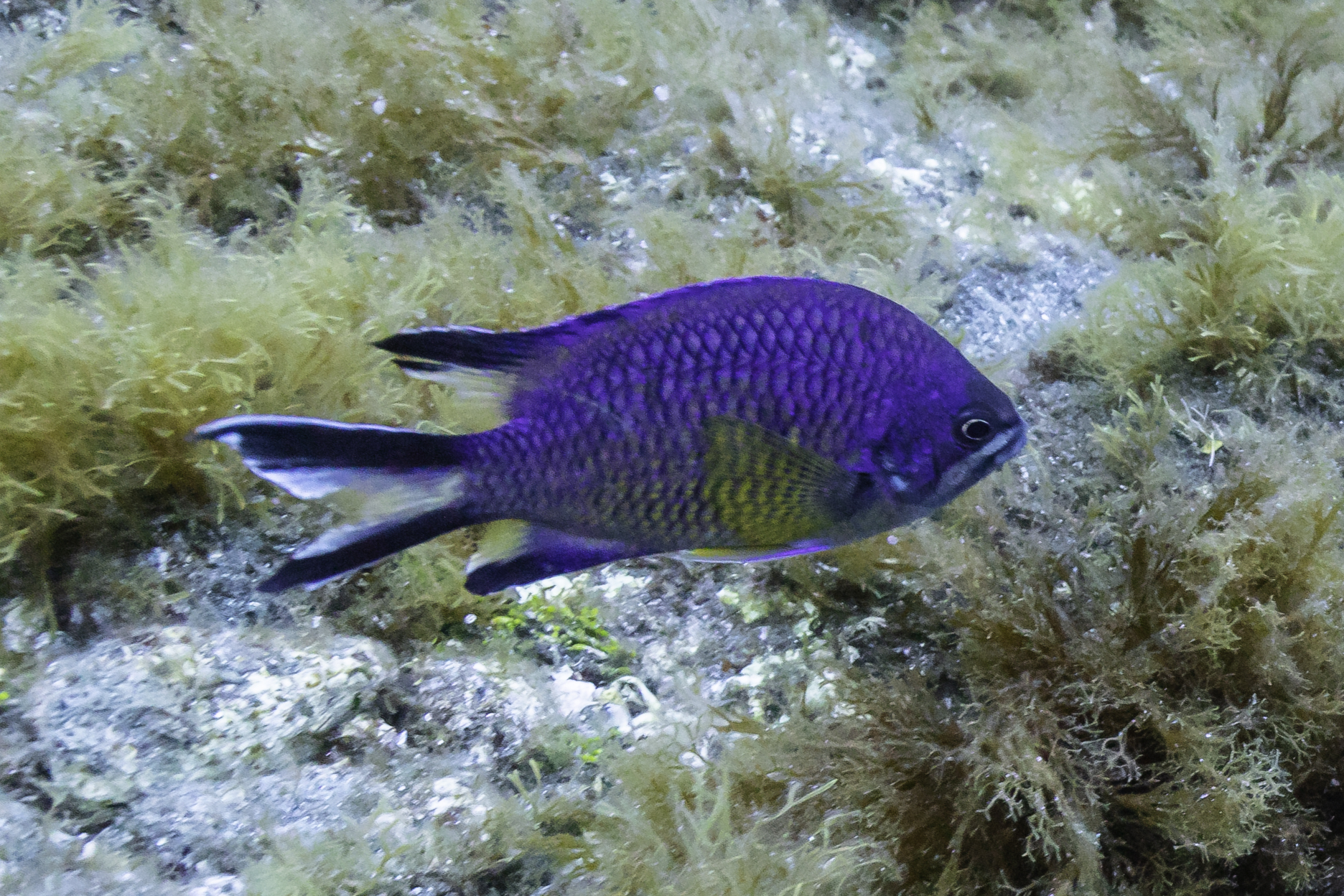